# 카라사와 미호
카라사와 미호(일본어: 唐沢美帆, TRUE)는 일본의 여성 가수 , 작사가이다.

## 개요
1983년 7월 15일생 , 도쿄도 출신 . 신장 165cm , 혈액형 은 A 형.
원래 는 홀리 프로 소속 의 그라비아 아이돌 , 가수 , 여배우 이다 . to Love '는 후지TV 계 9 월 드라마 ' 러브 레볼루션 ' 의 삽입곡에 기용돼 30 만장 의 스매시 히트 , 오리콘 10위를 차지했다.
2011 년 에 작사 가 로 전향 하는 것을 발표 해 , 작가 사무소 SCOOP MUSIC 에 이적 했다 . ' Beat G ene ration '이 제45회 일본 유선 대상의 유선 음악 우수상을 수상했다.
2014 년 에 가수 활동 을 재개 하는 것을 발표 했다 . 최신 곡은, 2017년 봄 애니메이션 “ 끝말로 하고 있습니까? 바쁜가요?』의 주제가「프롬」이다.
덧붙여서 그라비아 아이돌 시대에는 유카 , 요시이 레이 , 호 리코 시 노리 와 함께 N IT RO라는 그룹 을 기간 한정 으로 결성 했다 . 그리고 주제가 'CALLING ' 도 가창했다.

### 인물
- 성질은 ' 허스키 보이스 '로 평가받아 미디엄 발라드 의 곡을 자랑한다.
- 프로급 요리 능숙 하고 , 채식 & 과일 마이스터 와 식육 마이스터 를 취득하고 있다.
- 어린 시절부터 애니메이션 오타쿠이며 애니메이션 , 게임 , 성우 의 이야기를 선호하는 경우가 많다.

## 디스코그래피

### 싱글

#### 가라사와 미호(唐沢美帆) 명의
1. a ny time ,a ny w here ( 2000년 8월 20일 )
2. 0℃ ~ stay with me ~ ( 2000년 10월 18일 )
3. Way to Love ( 2001년 5월 30일 ) - TV 드라마 ' 러브 레볼루션 ' 삽입곡
4. 라이브 ( 2001년 9월 5일 ) - 「세계 후지기 발견!」엔딩 테마
5. Endless H arm o ny ( 2002년 2월 6일 ) - TV 드라마 ' 너스맨 ' 삽입곡
6. affection ( 2002년 9월 4일 )
7. Cl oudy( 2004년 1월 21일 )
8. 너의 조각( 2004년 11월 17일 ) - TV 드라마 ' 신 · 교토 미궁 안내 ' 주제가

#### TRUE 명의
1. UNISONIA ( 2014년 2월 26일 ) -TV 애니메이션 “ 버디 컴플렉스 ” 주제가
2. 시작 의 날개 / TW IN BIRD ( 2014년 10월 8일 )　 '삽입곡
3. aile s( 2015년 2월 11일 ) -TV 애니메이션 “ 순결의 마리아 ” ED곡
4. DREAM SOLISTER ( 2015년 4월 22일 ) -TV 애니메이션「울려라!유포니엄」OP 주제가
5. Dear answer ( 2015년 10월 14일 ) -TV 애니메이션「사쿠라코씨의 발밑에는 시체가 묻혀 있다」OP 주제가
6. 비룡 의 기사 ( 2016년 2월 10일 ) -TV 애니메이션「최약 무패의 신장 기룡」OP 주제가
7. ST EEL - 철혈 의 유대 -( 2016년 2월 24일 ) -TV 애니메이션「기동전사 건담 철혈의 오펜스」ED 주제가
8. Divine S pe ll ( 2016년 7월 27일 ) - TV 애니메이션 " 레가리아 The Three Sacred Stars "OP 주제가
9. 사운드스케이프 ( 2016년 10월 12일 ) -TV 애니메이션 “ 울려라! 유포니엄 2 ” OP 주제가
10. 프롬 ( 2017년 5월 24일 ) - TV 애니메이션 " 종말 뭘하고 있습니까? 바쁜가? 구해 주시겠습니까? "

### 앨범

#### 오리지널 앨범
1. sparkle ( 2002년 3월 6일 )
2. ID . ( 2004년 2월 18일 )
3. Joy Heart ( 2015년 12월 23일 )

#### 최고의 앨범
1. TR AC KS ( 2012년 4월 25일 )

#### 컨셉 앨범
1. Jazztronik Pres ent s Mi hono va ( 2003년 1월 16일 )